# Вуйнович, Мелита
Мелита Вуйнович (серб. Мелита Вујновић, Melita Vujnović) — специальный представитель Всемирной организации здравоохранения в России.

## Образование
Окончила медицинский факультет Белградского университета (1984) и магистратуру по специальности «менеджмент в медицине» (2008).

## Карьера
В 2003—2011 годах — сотрудник представительства ВОЗ в Сербии.
В 2011—2017 годах — глава представительства ВОЗ в Казахстане.

### В России
С марта 2017 года—по декабрь 2023 года являлась, специальным представителем ВОЗ в России.
На начальном этапе пандемии COVID-19 в России в российской и международной прессе широко распространилось высказывание Вуйнович на форуме «Следующие 20 лет» о «боли» за наблюдаемом ею в Москве несоблюдении рекомендаций по социальному дистанцированию. В дальнейшем в контексте неготовности многих россиян прислушиваться к рекомендациям поддержала введение в России принудительных мер по изоляции.